# Sekondomboro
Sekondomboro è un villaggio del Botswana situato nel distretto Nordoccidentale, sottodistretto di Ngamiland West. Il villaggio, secondo il censimento del 2011, conta 629 abitanti.